# Zamek Kaneda
Zamek Kaneda (jap. 金田城 Kaneda-jō) – ruiny fortecy wybudowanej w stylu koreańskim, znajdujące się na wyspie Cuszima należącej obecnie do prefektury Nagasaki. Budowla wzniesiona została jako mająca znaczenie strategiczne dla całego kraju.

## Historia
Po pokonaniu Yamato w 663 roku podczas bitwy pod Hakusukinoe przez sojusznicze wojska chińskiej dynastii Tang i królestwa Silli, cesarz Tenji nakazał wzniesienie fortecy mającej stanowić obronę na wypadek kolejnej inwazji. W kronice Nihon-shoki wzmiankowane jest, że zamek został wzniesiony w „6. roku rządów cesarza Tenjiego” (667 r.), kronika nie precyzuje jednak, czy był to rok rozpoczęcia budowy, czy jej ukończenia.
Badania archeologiczne wykazały, że zamek wzniesiono w połowie VII wieku, pod koniec tego samego wieku został przebudowany, a zniszczony został na początku VIII wieku.
W 1901 roku na ruinach zamku powstały fortyfikacje wojskowe, mające przygotować Japonię na wojnę z Rosją, wskutek czego doszło do częściowego zniszczenia ruin.
O tym, że zamek istniał, wiadomo było jedynie z przekazów historycznych, nie znane było jednak jego dokładne położenie. Dopiero podczas badań archeologicznych w 1948 roku potwierdzono, że badane ruiny są w rzeczywistości pozostałościami po historycznym zamku Kaneda.
W 2017 roku zamek został umieszczony na drugiej liście stu najważniejszych zamków w Japonii.

## W kulturze popularnej
Zamek Kaneda pojawia się w grze Ghost of Tsushima jako warownia zajęta przez chana Khotuna podczas inwazji Mongołów na Japonię. Chociaż w 1274 roku, kiedy doszło do najazdu, zamek już nie istniał, na potrzeby gry zrekonstruowano go szczegółowo na podstawie danych archeologicznych.